# 阿博斯·阿托耶夫
阿博斯·阿托耶夫（1986年6月7日—），乌兹别克斯坦拳击运动员。他曾代表乌兹别克斯坦参加2008年和2012年夏季奥林匹克运动会拳击比赛，其中2012年奥运会获得一枚铜牌。